# St. Nikolaus (Starý Svojanov)

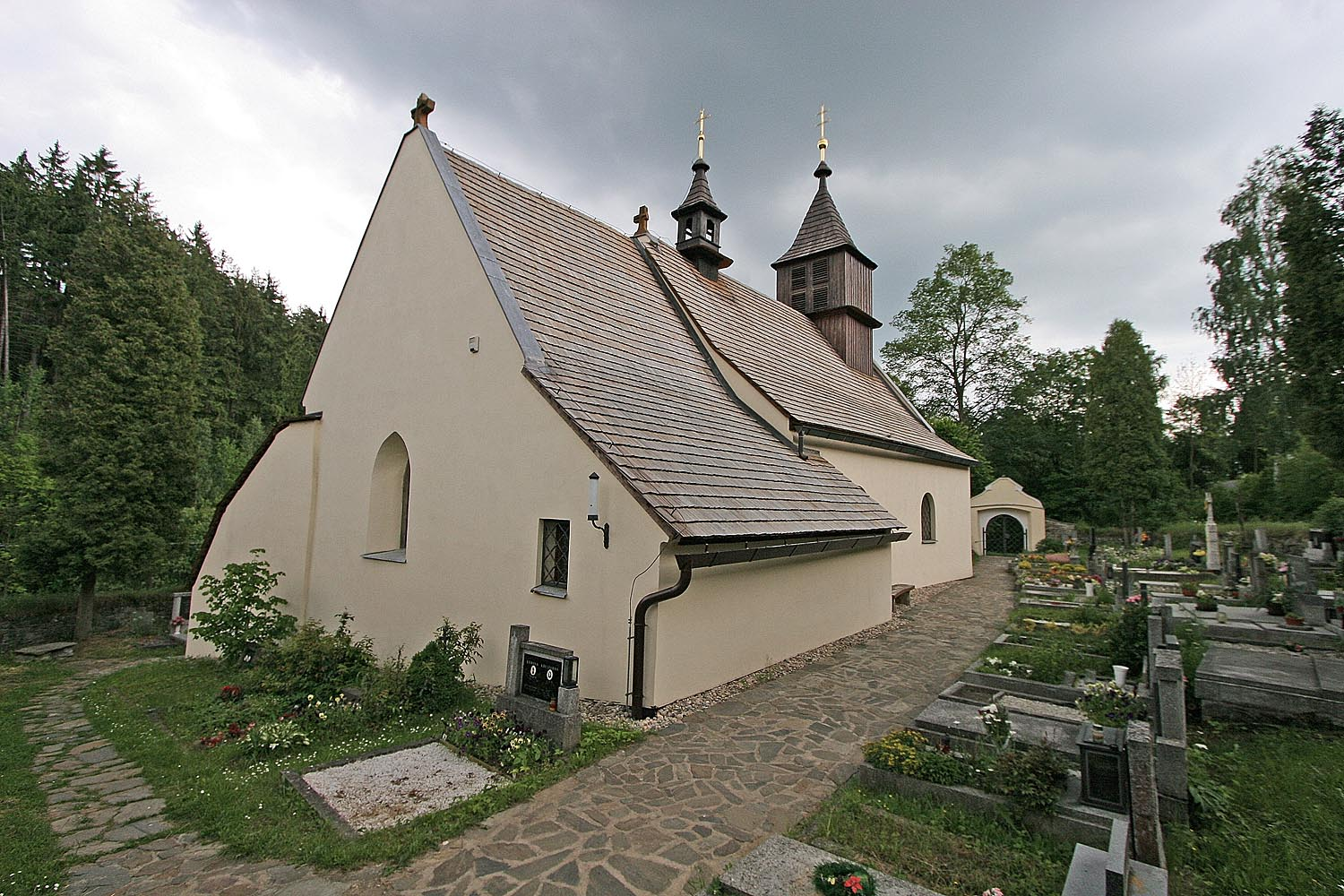
Ansicht von Norden

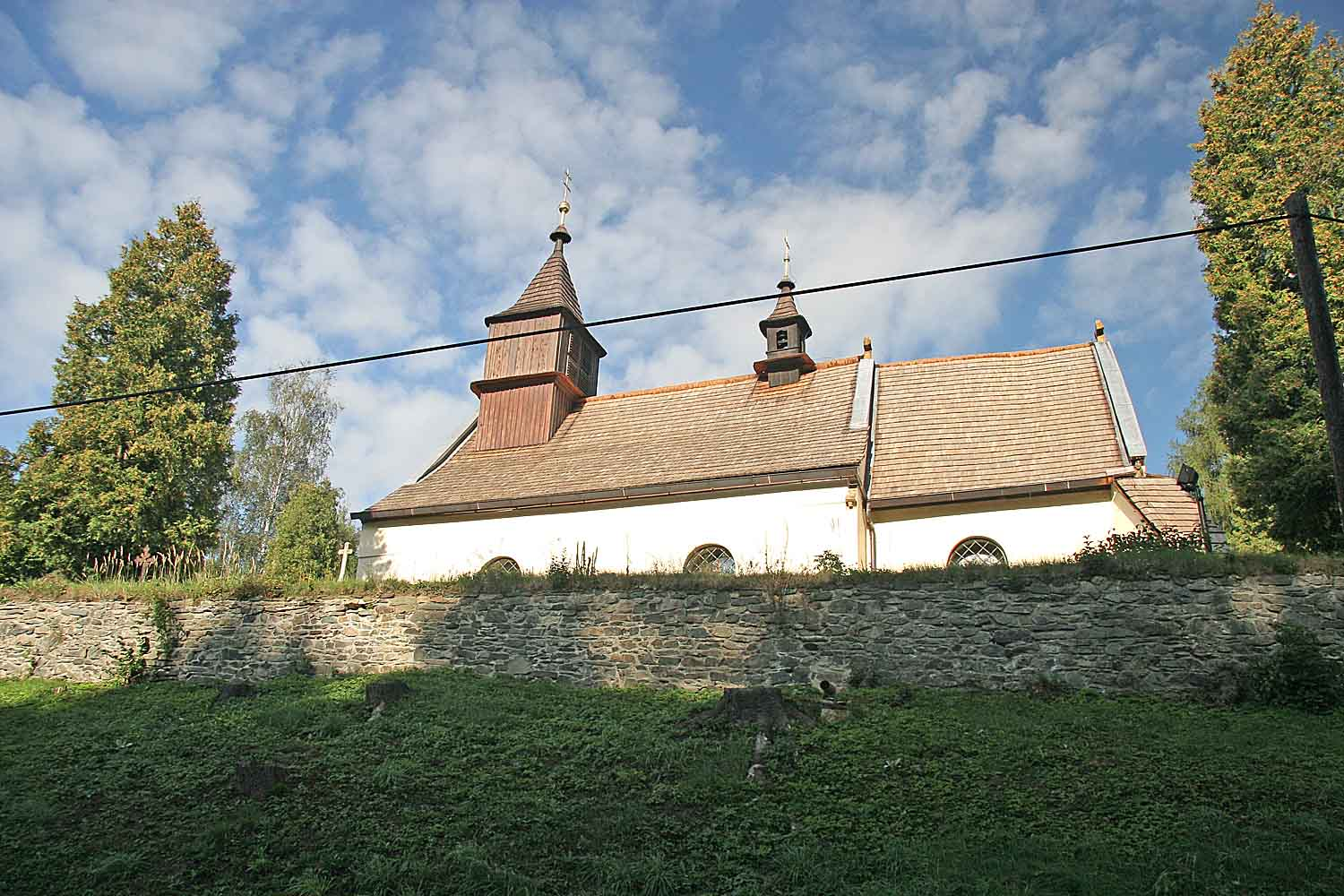
Ostseite der Kirche

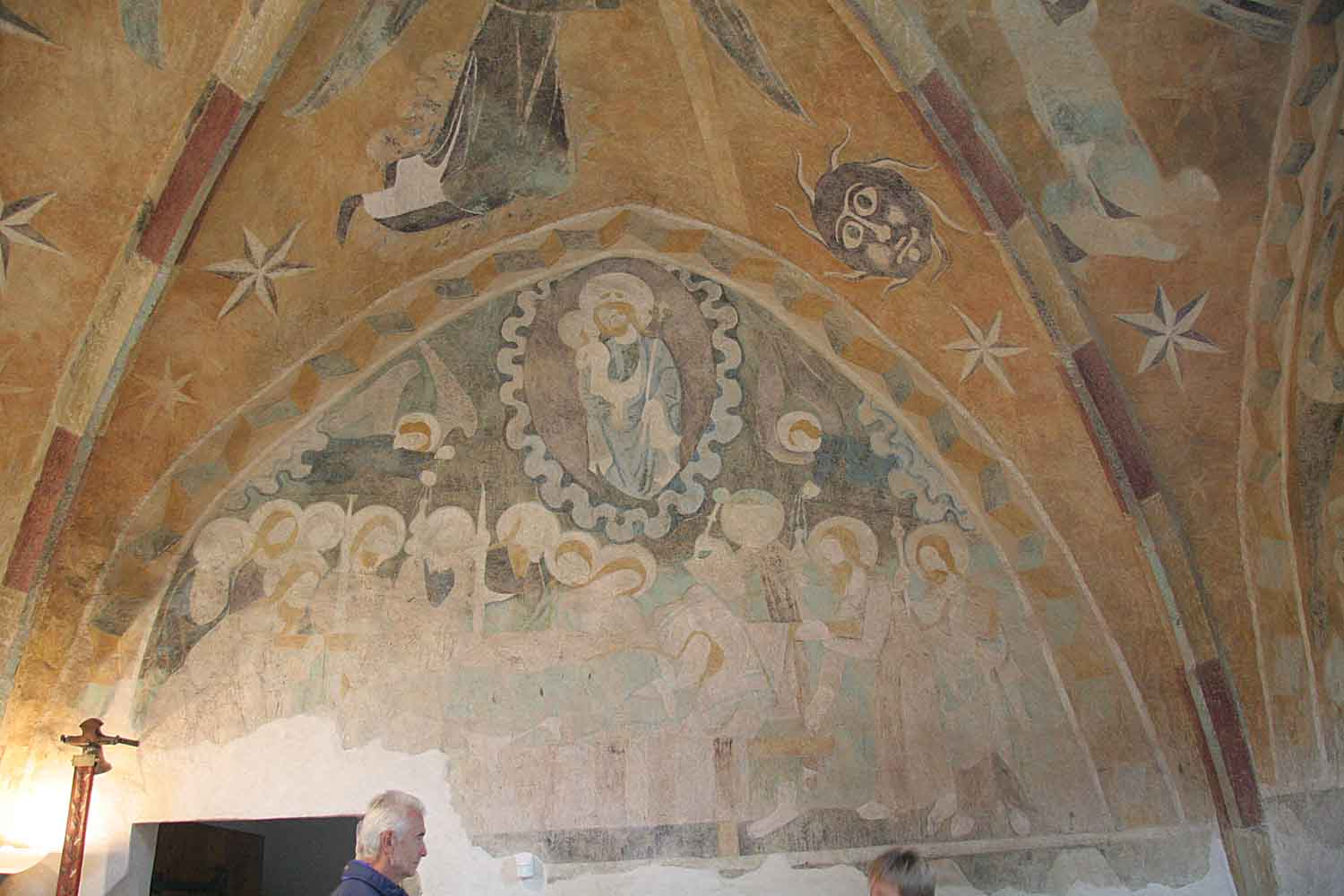
Darstellung der Himmelfahrt Mariä

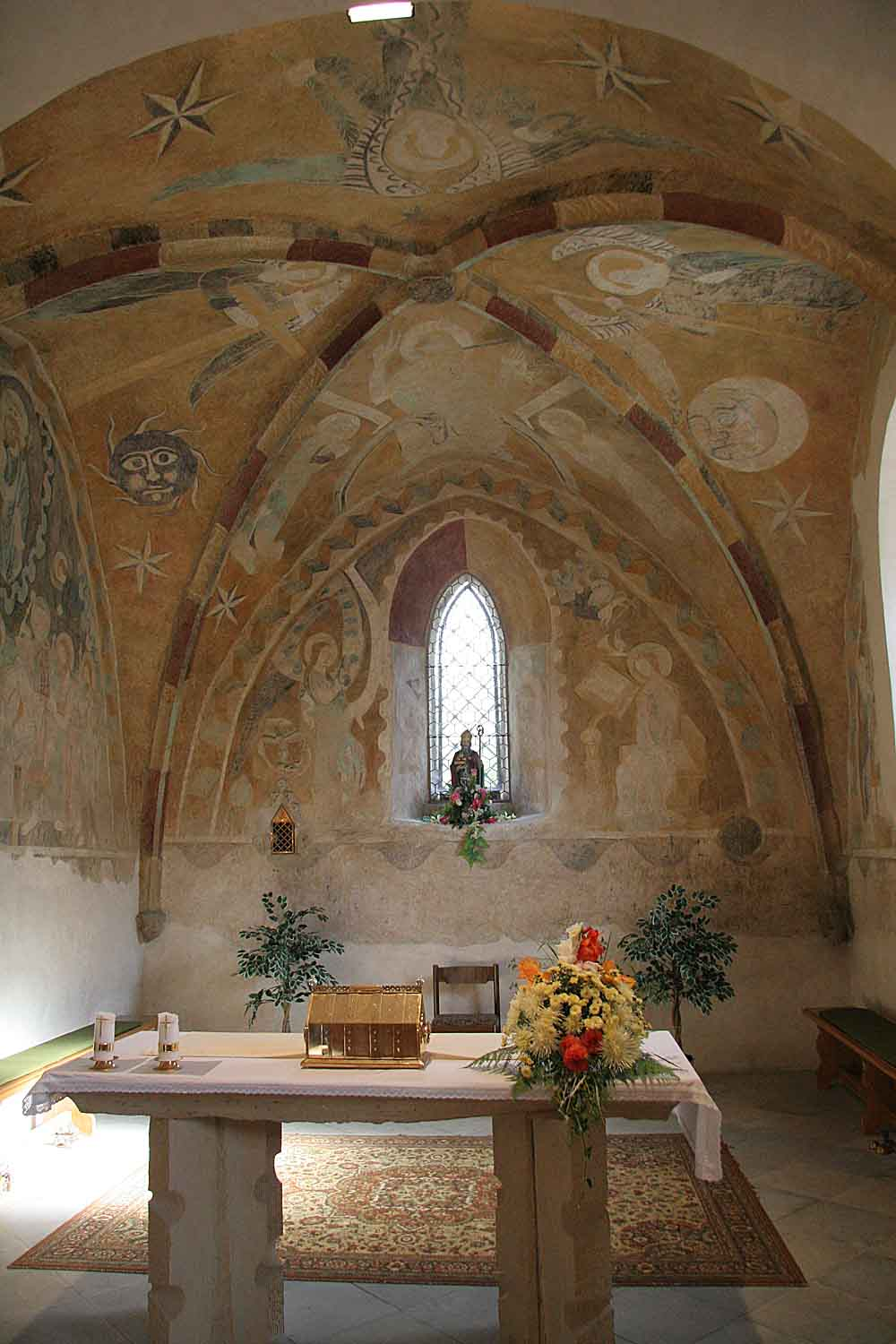
Chor mit Freskenbemalung, Sanktuarium und Weihekreuz

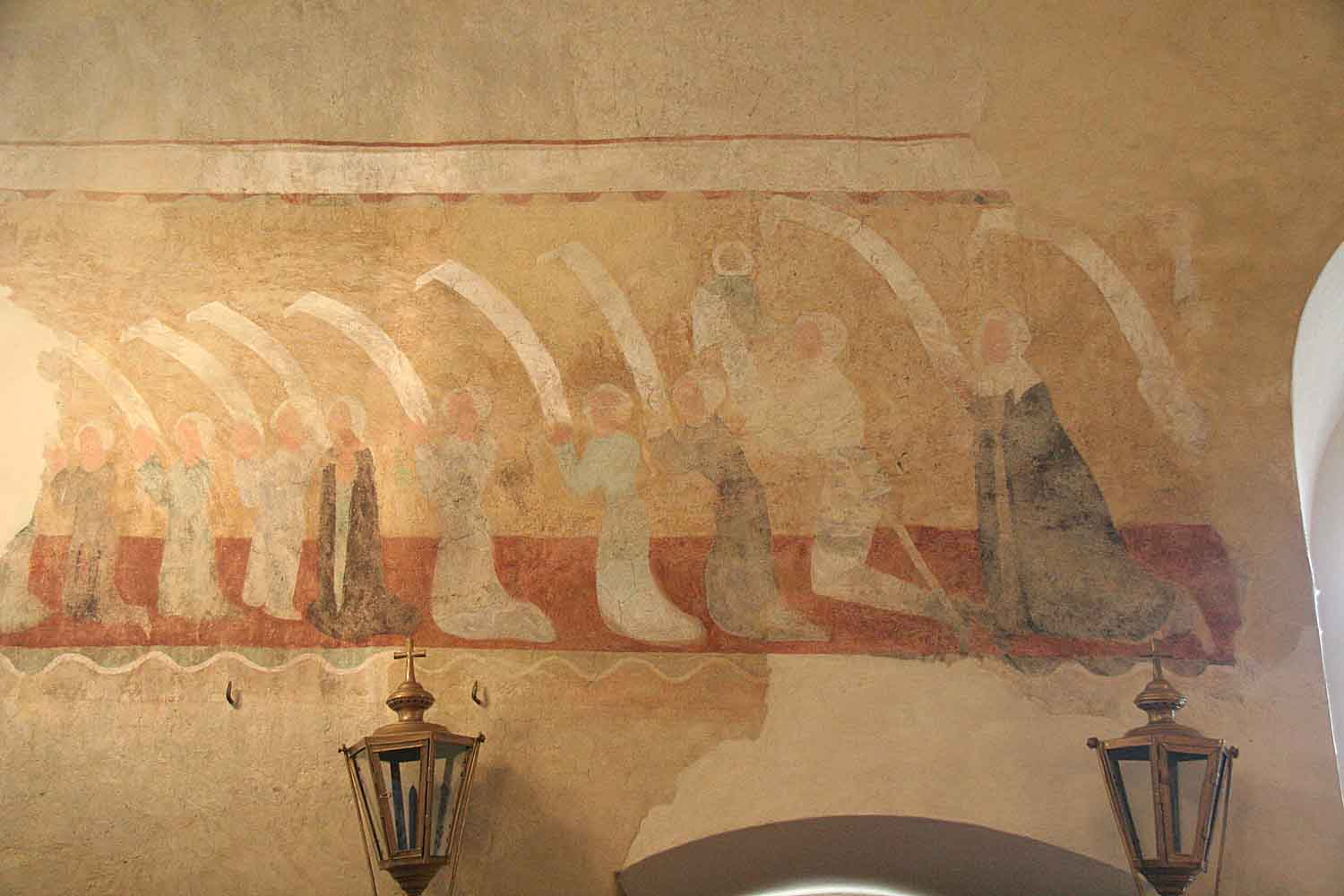
Fragment der Stifterszene aus der Darstellung der Anbetung Mariä

Die römisch-katholische Kirche St. Nikolaus (tschechisch kostel sv. Mikuláše) in Starý Svojanov (Alt Swojanow) ist ein gotisches Kirchengebäude im Okres Svitavy in Tschechien. Das Bauwerk mit erhaltenen elf Weihekreuzen sowie Wand- und Deckenfresken aus der Zeit Karls IV. ist als Kulturdenkmal geschützt. Die dem hl. Nikolaus von Myra geweihte Kirche ist heute eine Filialkirche der Pfarrei Svojanov.

## Lage
Die ungeostete Kirche ist von einem ummauerten Friedhof mit einem barocken Portal und daneben stehendem Beinhaus umgeben. Sie   steht im Unterdorf von Starý Svojanov zwischen der Staatsstraße II/364 und der dort abzweigenden Verbindungsstraße nach Skalský Dvůr und Korýtka. Ihre Längsachse verläuft von Nordnordost nach Südsüdwest.
Der Lehrpfad „Svojanovsko“ führt auf dem Abschnitt zwischen Dolní Lhota und der Burg Svojanov an der Kirche vorbei; am nördlich des Friedhofs befindlichen Abzweig vereinigen sich beide Trassen des Lehrpfades, von denen die eine über Studenec und die Hügel, die andere über Předměstí durch die Täler der Křetínka und des Starosvojanovský potok verläuft.

## Geschichte
Über die Geschichte der Kirche ist nur wenig überliefert. Sie wurde möglicherweise zur Zeit des Ausbaus der Burg Svojanov zur Königsburg Fürstenberg in der zweiten Hälfte des 13. Jahrhunderts errichtet. Es wird angenommen, dass sie bereits in der Mitte des 14. Jahrhunderts eine Pfarrkirche war; im 1350 erstellten Verzeichnis der dem neuen Bistum Leitomischl zugewiesenen Pfarreien wird Svojanov jedoch nicht erwähnt. In der zweiten Hälfte des 14. Jahrhunderts erfolgte ein Umbau der Kirche, bei dem das Kircheninnere auch die Freskenbemalung erhielt. In den Jahren 1680–1682 wurde – vermutlich im Zusammenhang mit der Beisetzung des Besitzers der Herrschaft Svojanov, Hertvík Bedřich Záruba von Hustířan – eine Rekonstruktion und barocke Umgestaltung vorgenommen, dabei entstanden auch das Friedhofsportal und das Beinhaus.
Zu welchem Zeitpunkt die Pfarrei in den Markt Swojanow verlegt wurde, ist nicht bekannt. Nach Ansicht von Zděnek Wirth geschah dies bereits nach den Hussitenkriegen. Mouricz Trapp ging davon aus, dass dies erst nach dem 1786 erfolgten Bau der neuen Swojanower Kirche zur St. Peter und Paul erfolgt ist, denn die alte Kirche St. Maria Magdalena lag weit außerhalb des Marktes und war zudem in einem einsturzgefährdeten Zustand. Im Jahre 1789 wurde die St.-Nikolaus-Kirche von einem in Swojanow ansässigen Administrator versehen. In einem Inventarverzeichnis von 1816 wird erwähnt, dass die Übertragung der Pfarrei nicht nur wegen der Schadhaftigkeit des Alt Swojanower Pfarrhauses, sondern auch auf Wunsch des Kirchpatrons und der Bürger von Swojanow.
Zu Beginn des 19. Jahrhunderts war der Verfall der Kirche St. Nikolaus so weit fortgeschritten, dass 1808 ihre Sperrung erfolgte, weil der Einsturz des verfaulten Daches mit dem Glockenturm über dem südlichen Teil des Schiffes befürchtet wurde. In den Jahren 1810 und 1811 erfolgten Reparatur- und Umbauarbeiten; der alte Dachstuhl mit dem hölzernen Glockenturm wurde abgetragen und statt des Turmes mit einer Dachlaterne versehen erneuert, der vorgesehene Bau eines steinernen Turmes jedoch nicht realisiert. Bereits 1825 beschwerte sich die Gemeinde über den erneut bedrohlichen Zustand des Kirchendaches, ebenso über den untragbaren Zustand, dass nur mit dem Totenglöckchen geläutet werden konnte. Im Jahre 1826 wurde das Kirchendach instand gesetzt und über dem Schiff ein hölzernes Glockentürmchen für drei kleine Glocken errichtet. In den 1830er Jahren wurde die Kirche als Begräbniskirche genutzt. Die nordöstliche Ecke des Chores erhielt 1864 eine Verstärkung durch einen massive Stützpfeiler.
Wegen des verfaulten Schindeldaches wurde das Kircheninnere zu Beginn des 20. Jahrhunderts durch eindringendes Niederschlagswasser geschädigt. Bei Instandhaltungsarbeiten im Kircheninnern wurden im Jahre 1924 unter verschiedenen Farbschichten uralte Wandfresken entdeckt. Zwischen 1926 und 1932 wurde die Kirche instand gesetzt, die Freilegung und Restaurierung der Fresken erfolgte durch den Maler Max Duchek.
1948 war das Schindeldach am Glockenturm erneut undicht geworden, durch die Wasserschäden wurde Ducheks Arbeit wieder zerstört. Danach erfolgte eine Instandsetzung des Daches. 1978 wurde der schadhafte Außenputz mit einem aus denkmalpflegerischen Aspekten ungeeigneten glatten Hartputz erneuert. Auf Initiative von Václav Petříček, der sich seit 1999 für eine Generalsanierung der Kirche einsetzte, konnte diese mit Unterstützung durch Sponsoren und Spenden in den Jahren 2001–2003 einschließlich der Restaurierung der Fresken realisiert werden. Die Kirche ist als Kulturdenkmal geschützt.

## Bauwerk
Die schindelgedeckte steinerne Kirche besteht aus drei Räumen. Das Kirchenschiff hat eine Innenabmessung von 6,5 m × 10,5 m; nördlich schließt sich der annähernd quadratische Chor (5 m × 4,7 m) an, an dessen Nordwestseite liegt die schmale rechteckige Sakristei. Den oberen Abschluss der gotischen Giebel des Chores und Schiffes bilden Steinkreuze. Am östlichen Fuß beider Nordgiebel befinden sich anthropomorphe Konsolen; die Konsole am Giebel des Schiffes zeigt einen mit beiden Händen gestützten Kopf eines Mannes unter einem Triumphbogen, am Chor der Kopf eines Heiligen mit Mitra, die wahrscheinlich den Kirchpatron Bischof Nikolaus von Myra darstellt. Auf dem Dachstuhl über dem Triumphbogen befindet sich eine Dachlaterne, über dem südlichen Eingang der hölzerne Glockenturm mit zwei 1527 bzw. 1739 gegossenen Glocken.

### Weihekreuze
In der Kirche sind trotz der Umbauten elf der zwölf Weihekreuze erhalten. Zehn davon sind als filigran in runde Steine eingehauene ornamentale gleichschenklige Kreuze ausgeführt. Das in der Nordwand des Chors, rechtsseitig vom ursprünglichen Standort des Altars eingesetzte elfte Weihekreuz zeigt eine einzigartige Darstellung des Gekreuzigten mit dem zu Füßen des Kreuzes liegenden Adam.

### Schiff
Das mit einer Flachdecke versehene Kirchenschiff wird im Osten und Westen durch je zwei rechteckige Bogenfenster belichtet. Die Türe im ursprünglichen Portal in der Südfassade ist mit einem schmiedeeisernen gotischen Vorhang versehen. Der beim barocken Umbau neu angelegte Haupteingang befindet sich in der Mitte der Ostseite. Die barocke Chorempore an der Südseite des Schiffes wird von vier hölzernen Säulen getragen, vor ihrem nördlichen Geländer ist eine kleine Orgel angebracht.
Die gotische Wandbemalung an der Nordseite zeigt über dem Triumphbogen einen Passionszyklus. Durch eine spätere Vergrößerung des Bogens wurde sie stark beschädigt. Da die Darstellung nicht die gesamte Breite des Schiffes einnimmt, wird angenommen, dass der Maler den Platz für einen Seitenaltar frei gelassen hat.
Die Fresken der westlichen Wand sind durch den Einbau der beiden barocken Fenster nur zum Teil erhalten. Das obere Band enthält drei Hauptszenen: links das Jüngste Gericht, mittig eine lebensgroße Christophorusdarstellung und zur rechten die Anbetung der Könige.
An der Ostwand erfolgte zusätzlich zur barocken Erweiterung der Fenster auch der Einbau des neuen Kircheneingangs. Dadurch findet sich an dieser Seite nur noch ein Fragment des Wandfreskos mit einer Stifterszene, die wahrscheinlich Teil einer Darstellung der Anbetung der Jungfrau Maria war.

### Chor
Den oberen Abschluss des Chores bildet ein Kreuzgewölbe mit zwei Fenstern. In der östlichen Wand befindet sich ein barockes Bogenfenster, das den Fenstern des Schiffes entspricht, und in der Nordwand das einzige ursprüngliche Fenster – ein schmales Spitzbogenfenster ohne Maßwerk. Im Innern befindet sich neben dem Spitzbogenfenster ein Sanktuarium mit einem Relief der Wurzel Jesse. Von den vier Konsolen sind drei erhalten; dargestellt sind darauf ein bärtiger langhaariger alter Mann, ein ebenfalls langhaariger junger Mann mit Birett sowie ein bartloses Gesicht mit großen Ohren. Die vierte Konsole an der Südwestseite wurde beim Umbau von 1810 beseitigt.
In den Gewölbekappen befinden sich hochgotische Deckenfresken mit Szenen der Majestas Domini. Die Kappe über dem Altar zeigt die Deësis mit dem auf einem Regenbogen sitzenden Christus als Weltrichter sowie zu beiden Seiten kniend die Gottesmutter und der Täufer als Fürbittende. In den anderen aufsteigenden Kappen sind – umgeben von einem Himmel mit Sonne, Mond und Sternen – Engel mit Symbolen der Passion Christi zu sehen.
An der westlichen Wand sind zwei Szenen des Todes der Jungfrau Maria dargestellt: Im unteren Teil Maria auf der Bahre umgeben von den Zwölf Aposteln; darüber umgeben von einer Mandorla aus Wolken der Christkönig, in seinen Händen ein Zepter und die Seele der Jungfrau Maria.
Die Fresken an der Nordwand zeigen zwei durch das Fenster getrennte Szenen der Verkündigung des Herrn. Linksseitig der Erzengel Gabriel in einer Segensgeste, zwischen den ausgebreiteten Flügeln ein unleserliches Inschriftenband; im rechten Teil die Thronende Madonna vor einem Evangelienpult mit einem aufgeschlagenen Buch, über dem Heiligenschein Mariens der Heilige Geist in Gestalt einer Taube, darüber in einer Wolke der Gottvater, der Jesus mit dem Kreuz in seinen Händen hält. In der Spalette des gotischen Spitzbogenfensters sind undeutliche Bemalungen erhalten: auf der linken Seite ein Ritter mit spitzem Hut und einem Dolch; gegenüber eine Person mit einem Buch.
Durch die Vergrößerung des Fensters in der Ostwand bei barocken Umbau wurden die dortigen Wandfresken stark beschädigt. Linksseitig ist der kniende Bischof Nikolaus mit Mitra und Krummstab dargestellt, im Hintergrund ein Haus, aus dessen Fenster eine Person schaut. Wahrscheinlich handelt es sich um eine Szene der Legende von der Mitgiftspende. Von der Bemalung rechts des Fensters ist nur noch eine Person mit über Kopf gefalteten Händen erhalten, so dass sich die Bedeutung der Szene nicht mehr erschließt.

### Sakristei
Die Sakristei besitzt ein Tonnengewölbe. Das einzige Fenster befindet sich an der Nordseite und ist von neuzeitlicher rechteckiger Bauart. Der rechteckige Eingang vom Chor zur Sakristei mit aus falsch zusammengebauten Teilen eines gotischen Portals hergestellt.

## Madonna von Svojanov
Die heute in der Kirche St. Peter und Paul in Svojanov befindliche Madonna von Svojanov stammt aus der Kirche in Starý Svojanov. Die vergoldete Lindenholzfigur wurde um 1480 von einem nicht namentlich bekannten mährischen Holzschnitzer geschaffen, der in Verbindung mit der Werkstatt von Niclas Gerhaert van Leyden zu sehen ist und nach der in Olmütz befindlichen „Madonna Primavesi“ als Meister der Madonna Primavesi bezeichnet wird.